# Jrinkí (Poltava)
Jrinkí (en ucraniano: Гриньки, romanizado: Hrynký) es un pueblo ucraniano perteneciente al óblast de Poltava. Situado en el centro del país, es parte del raión de Kremenchuk y del municipio (hromada) de Jradizk.

## Toponimia
El nombre del asentamiento en ruso es también Grinki (en ruso: Гриньки).

## Geografía
Jrinkí se encuentra 21 km al noroeste de Jlóbine, 65 km al norte de Kremenchuk y a 140 km de Poltava.

## Historia
El pueblo se formó a finales del siglo XVII y principios del XVIII por siervos fugitivos que se establecieron aquí. En 1780, Jrinkí constaba de 53 cabañas, que en 1859 crecieron hasta 189 hogares con 1245 residentes.El pueblo era considerado una aldea cosaca y, en consecuencia, los residentes locales siguieron siendo cosacos hasta que los bolcheviques se hicieron con el control de la aldea en 1917.
En el Holodomor (1932-1933) se afirma que 750 aldeanos murieron de hambre (más de la mitad de los habitantes), documentándose casos de canibalismo. Los habitantes de la aldea de Mijalki, en el óblast de Kiev, fueron reubicados en casas vacías.
Durante la Segunda Guerra Mundial, Jrinkí fue ocupada por los alemanes desde julio de 1941 hasta septiembre de 1943.
Jrinkí estuvo anteriormente ubicado en raión de Jlóbine hasta que fue abolido el 18 de julio de 2020 como parte de la reforma administrativa de Ucrania, que redujo el número de raiones del óblast de Poltava a cuatro. El área del raión de Jlóbine se integró en el raión de Kremenchuk.

## Demografía
La evolución de la población de Jrinkí entre 1859 y 2001 fue la siguiente:
| 1245                                                          | 760 | 704 |
| (Fuente: Cities & Towns of Ukraine y UKRAINE: Größere Städte) |     |     |

Según el censo de 2001, la lengua materna de la mayoría de los habitantes, el 97,37%, es el ucraniano y del 2,5% es el ruso.

## Infraestructura

### Arquitectura, monumentos y lugares de interés
En el pueblo hay una casa-museo en honor a Mikola Lísenko.

### Transporte
El pueblo se encuentra no muy al norte de la autopista H08, en la carretera territorial T-1721. 

## Personas ilustres
- Mikola Lísenko (1842-1912): compositor ucraniano, considerado uno de los más importantes de la historia del país.[10]